# Ascari Cars
Pour les articles homonymes, voir Ascari.
Ascari Cars est un constructeur automobile anglais situé à Banbury dans l'Oxfordshire. L'entreprise a été fondée en 1995 et son nom est un hommage à Alberto Ascari le premier double champion du monde de Formule 1. Officiellement, le nom provient d'une abréviation de « Anglo Scottish CAR Industries ».

## Histoire
Le premier prototype, l'Ascari F-GT, a été conçu par Lee Noble et lancé en 1995 dans le comté de Dorset. Cette voiture a plu au néerlandais Klaas Zwart qui a voulu l'engager en compétition dans le Championnat GT britannique. Il remporte une première victoire à Silverstone. Après trois saisons, Klaas Zwart rachète la société et lance la production de l'Ecosse, une voiture basée sur la F-GT mais avec un moteur V8 BMW à la place du V8 Ford utilisé en compétition.
Fort de son expérience en compétition, l'entreprise conçoit l'Ascari A410 (en) à partir de 1999 pour participer aux 24 Heures du Mans mais la voiture ne terminera pas l'édition 2001 de l'épreuve alors que son évolution KZR-1 ne fera pas mieux pour l'édition 2002. L'A410 remporte toutefois en 2001 la course de Donington de FIA Sportscar.
La deuxième voiture de route de la marque a emprunté en 2003 les initiales du propriétaire : KZ1 alors que la troisième se nomme A10 pour marquer le dixième anniversaire de la marque en 2005. Cette dernière est une évolution de la KZ1 tout comme la KZ1-R qui est développée pour participer au Championnat d'Europe FIA GT3.
Depuis 2009, la KZ1-R a connu plusieurs victoires dans le championnat GT britannique.

## Modèles de route
- Ascari F-GT : 1992-1997
- Ascari Ecosse : 1998-1999
- Ascari KZ1 : depuis 2003
- Ascari KZ1-R : depuis 2005
- Ascari A10 : depuis 2006

## Modèles de course
- Ascari FGT : 1995-1997
- Ascari A410 : 2000
- Ascari KZ1-R GT3 : 2006

## Galerie

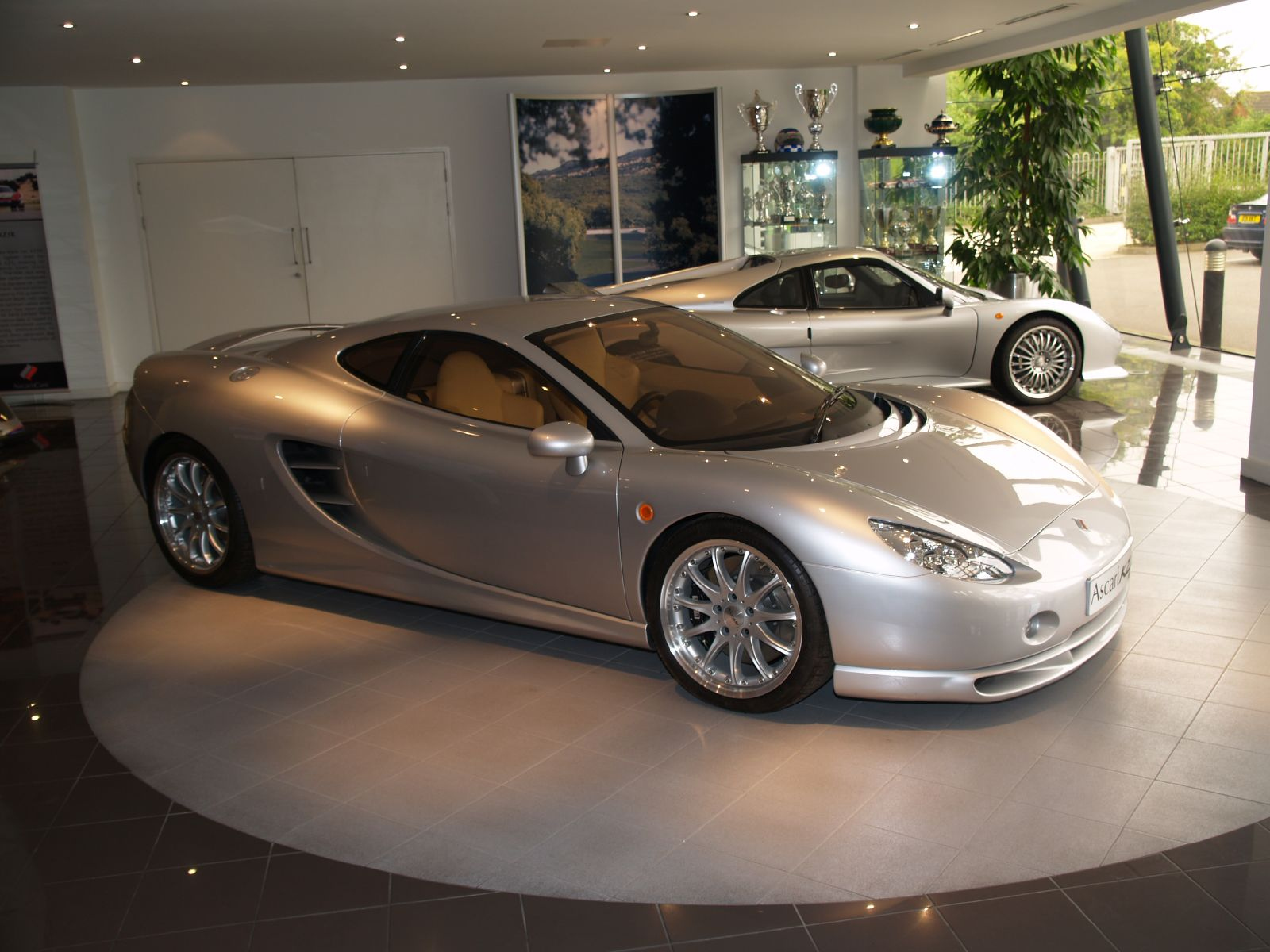
Ascari KZ1 (devant) et Ecosse (arrière-plan)
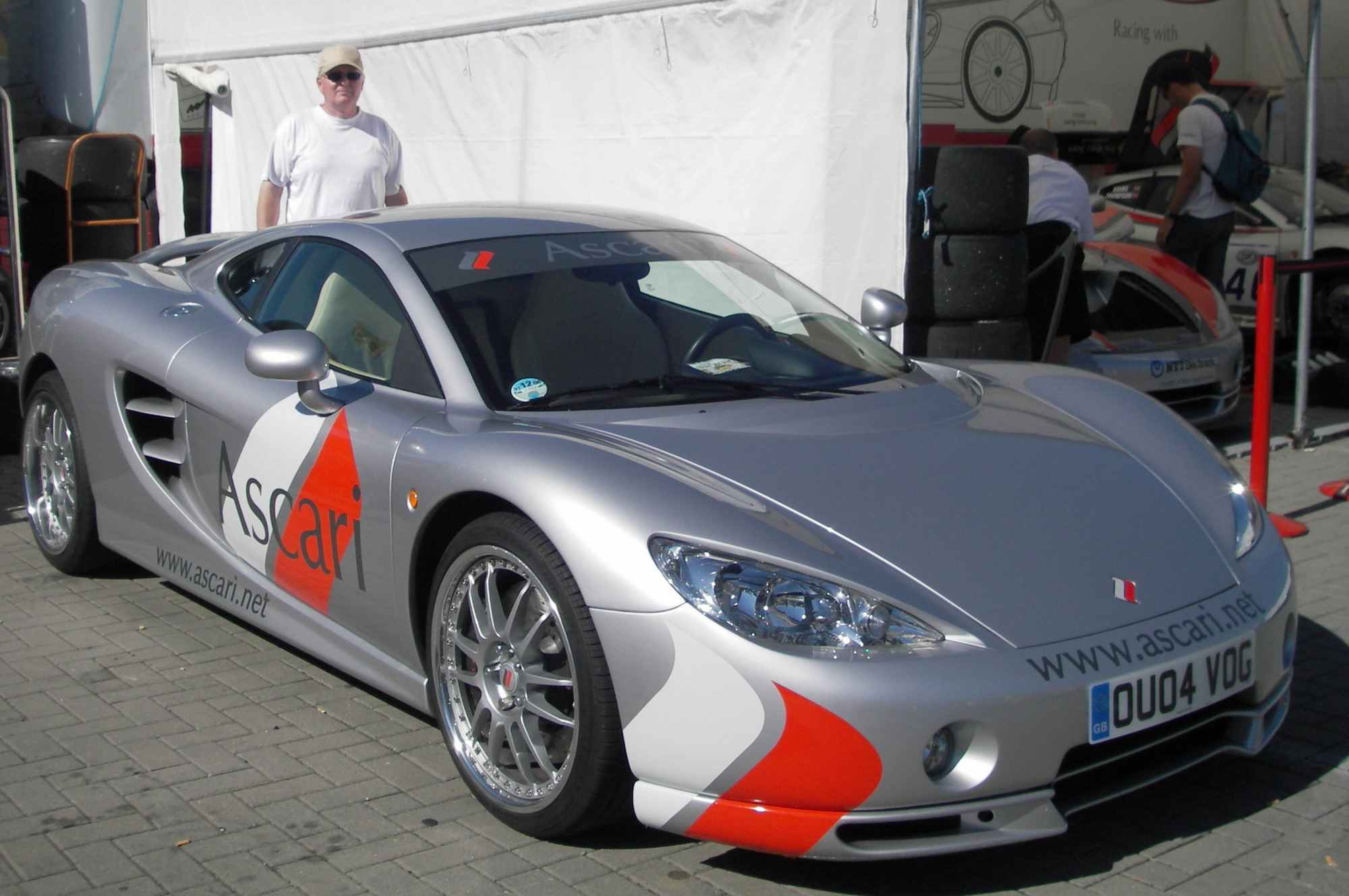
Une Ascari KZ1
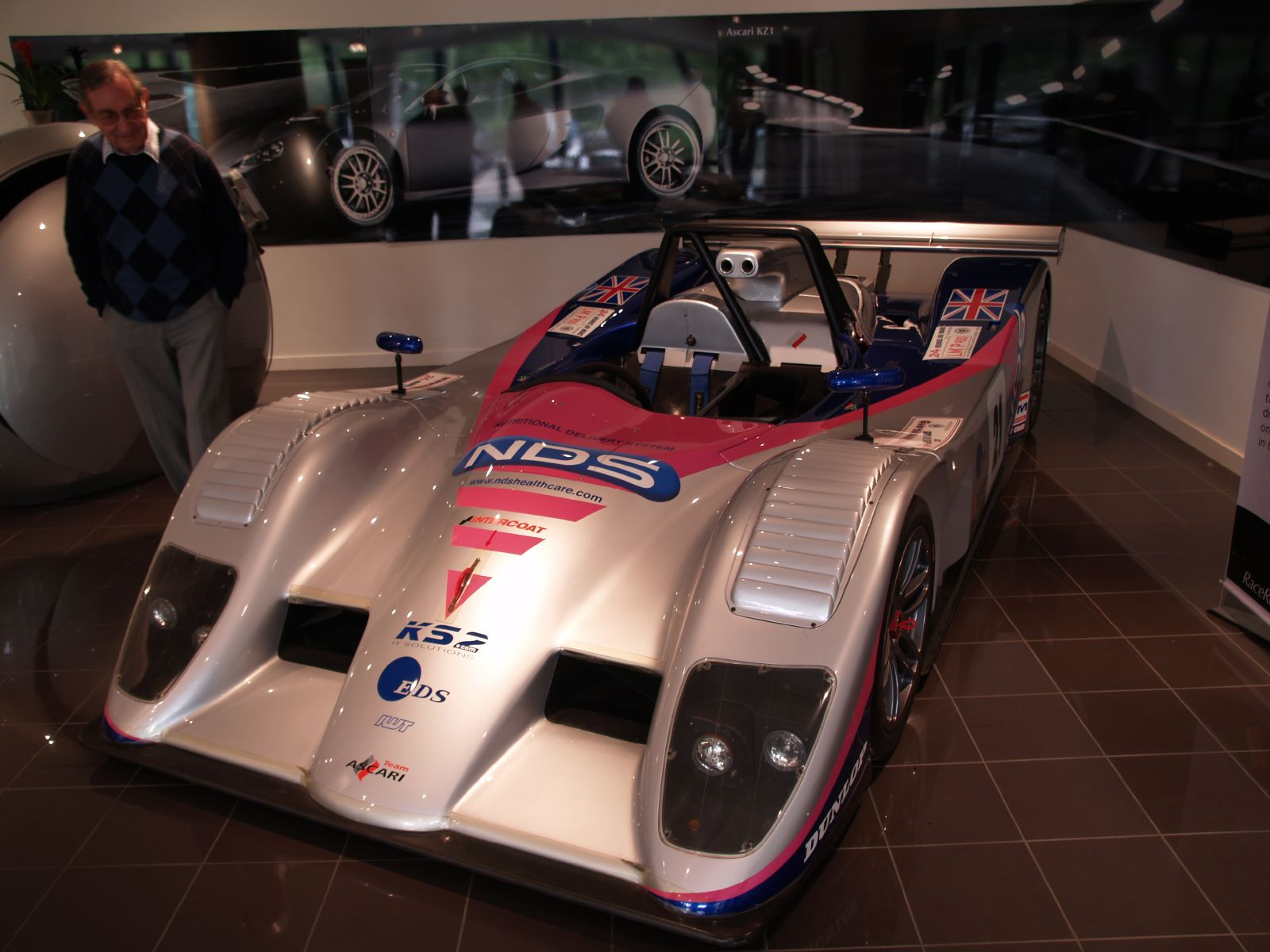
Ascari KZR-1

## Ascari Race Resort
En 2000, Ascari a lancé la construction d'un circuit automobile près de Ronda, dans le sud de l'Espagne. Depuis la fin des travaux en 2003, le circuit est utilisé pour des essais et des événements privés.